# باتيتيري
باتيتيريون (Πατητήριον) هي مدينة في ماغنيسيا في مقاطعة فوريا إلادا في اليونان.